# 阿纳托利·普鲁德尼科夫
阿纳托利·普拉托诺维奇·普鲁德尼科夫（俄语：Анатолий Платонович Прудников，1927年1月14日—1999年1月10日），俄罗斯数学家。
阿纳托利·普鲁德尼科夫生于乌里扬诺夫斯克。1930年，他家搬到了薩馬拉（时称古比雪夫）。1944年，他在萨马拉通过高中毕业考试，随即进入古比雪夫航天学院（今萨马拉国立航空航天大学）学习三年，之后又在古比雪夫师范学院（今萨马拉国立社会师范大学）数学力学系学习一年。毕业之后，普鲁德尼科夫成为中学数学教师，后来转入萨马拉国立技术大学任副教授。1952年，他成为萨马拉国立技术大学的研究生。1954年2月，他被派往苏联科学院精密机械与计算技术研究所修读研究生课程，导师为维塔利·季特金教授。同年3月起，他在苏联科学院精密机械与计算技术研究所担任初级研究员，同时修读研究生课程。读完课程之后，他全职担任初级研究员。1954年，他加入新成立的苏联科学院计算中心，继续担任初级研究员。他在苏联科学院计算中心工作逾43年，从初级研究员一直升到分部主管。
1957年，普鲁德尼科夫提交论文《传热与传质过程的解析研究》，通过副博士答辩。1968年，他以《论一类沃尔泰拉型积分变换和算子微积分的一些推广》获得博士学位。1971年，他评上了教授职称。
普鲁德尼科夫主要研究应用数学。1978年，他因在运算微积分领域的研究与维塔利·季特金、维克托·帕夫洛维奇·马斯洛夫一起获得了苏联国家奖。他还与学生合编了五卷本工具书《积分与级数》（Интегралы и ряды），此书在世界多国出版。普鲁德尼科夫发表论文超过100篇，有10部专著在苏联国外出版。他指导了15名副博士、2名科学博士。
阿纳托利·普鲁德尼科夫的妻子是达格玛·格尔曼诺夫娜，二人育有一子亚历山大。亚历山大也选择了数学，是一位应用数学家。

## 著书
- Prudnikov, Anatolii Platonovich (Прудников, Анатолий Платонович); Brychkov, Yury Aleksandrovich (Брычков, Юрий Александрович); Marichev, Oleg Igorevich (Маричев, Олег Игоревич). . Moscow: Nauka. 1986 （俄语）.
- Prudnikov, Anatolii Platonovich (Прудников, Анатолий Платонович); Brychkov, Yury Aleksandrovich (Брычков, Юрий Александрович); Marichev, Oleg Igorevich (Маричев, Олег Игоревич).  1–5 1. Nauka （俄语）. 1981−1986.[3] (English, translated from the Russian by N. M. Queen), volumes 1–5, Gordon & Breach Science Publishers / CRC Press, 1988–1992, ISBN 2-88124-097-6. Second revised edition (Russian), volumes 1–3, Fiziko-Matematicheskaya Literatura, 2003.